# DreamNote
DreamNote (tiếng Hàn: 드림노트; Romaja: Deulim Noteu) là một nhóm nhạc nữ Hàn Quốc được quản lý bởi iMe Korea. Nhóm đã debut vào 7 tháng 11 năm 2018 với album đầu tay Dreamlike.
Ban đầu là nhóm 8 thành viên, Habin và Hanbyeol đã rời vào cuối 2019

## Thành viên
Dựa theo thông tin trên Naver.
- Boni (tiếng Hàn: 보니)
- Youi (유아이) — Leader
- Lara (라라)
- Miso (미소)
- Sumin (수민)
- Eunjo (은조)

Cựu thành viên
- Habin (하빈)[3]
- Hanbyeol (한별)[3]

## Danh sách đĩa nhạc

### Album đơn
| Tên        | Thông tin | Thứ hạng cao nhất | Doanh số     |
| Tên        | Thông tin | KOR               | Doanh số     |
| ---------- | --- | ----------------- | ------------ |
| Dreamlike  | - Phát hành: ngày 7 tháng 11 năm 2018 - Label: iMe KOREA, Kakao M - Định dạng: CD, tải xuống từ doanh thu kỹ thuật số Track listing 1. In The Beginning (빛의 시작) 2. Dream Note 3. Like You (좋아하나봐) 4. Fresh! Fresh! 5. Dream Note (Inst.) 6. Like You (Inst.) | 26                | - KOR: 3,532 |
| Dream:us   | - Phát hành: ngày 12 tháng 3 năm 2019 - Label: iMe KOREA, Kakao M - Định dạng: CD, digital download Track listing 1. Bienvenido (Welcome Back) 2. Hakuna Matata (하쿠나 마타타) 3. My Hobby Is You (취미는 너) 4. Cong Cong (Uhh Ohh) 5. Hakuna Matata (Inst.)        | 25                | - KOR: 4,253 |
| Dream Wish | - Phát hành: ngày 8 tháng 1 năm 2020 - Label: iMe KOREA, Kakao M - Định dạng: CD, digital download Track listing 1. Wish (바라다) 2. Love is so amazing 3. Bittersweet 4. La Isla Bonita (꿈의 섬으로) 5. Wish (Inst.)                                                | 33                | - KOR: 4,984 |

### Đĩa đơn
| Tên                                                         | Năm  | Thứ hạng cao nhất | Doanh số | Album              |
| Tên                                                         | Năm  | KOR               | Doanh số | Album              |
| ----------------------------------------------------------- | ---- | ----------------- | -------- | ------------------ |
| "Dream Note"                                                | 2018 | —                 | —        | Dreamlike (single) |
| "Hakuna Matata" (하쿠나 마타타)                             | 2019 | —                 | —        | Dream:us (single)  |
| "Wish" (바라다)                                             | 2020 | —                 | —        | Dreamwish (single) |
| "—" denotes items that did not chart or were not Phát hành. |      |                   |          |                    |

### Xuất hiện trong Soundtrack khác
| Bài hát        | Năm  | Thành viên | Album                        |
| -------------- | ---- | ---------- | ---------------------------- |
| "As You Dream" | 2018 | Lara, Miso | When Time Stopped OST Part 1 |

### Đĩa khác
| Bài hát                          | Năm  | Thành viên | Album                                                                             |
| -------------------------------- | ---- | ---------- | --------------------------------------------------------------------------------- |
| "Faraway Hometown" (머나먼 고향) | 2019 | Tất cả     | Immortal Songs: Singing the Legend: 100 Years of Korea, Singing with the People 2 |
| "Only U"                         | 2020 | Lara       | Mr Heart (Original Sound Track) spotify                                           |

## Danh sách video

### Video âm nhạc
| Tên                             | Năm  | Đạo diễn               |
| ------------------------------- | ---- | ---------------------- |
| "Dream Note"                    | 2018 | Hong Won-Ki (Zanybros) |
| "Hakuna Matata" (하쿠나 마타타) | 2019 | —                      |
| "Wish" (바라다)                 | 2020 | N/A                    |

## Giải thưởng và để cử

### Genie Music Awards
| Năm  | Đề cử / Tác phẩm | Giải thưởng                  | Kết quả |
| ---- | ---------------- | ---------------------------- | ------- |
| 2019 | Dream Note       | The Top Artist               | Đề cử   |
| 2019 | Dream Note       | The Female New Artist        | Đề cử   |
| 2019 | Dream Note       | Genie Music Popularity Award | Đề cử   |
| 2019 | Dream Note       | Global Popularity Award      | Đề cử   |